# Philip Claeys
Philip Claeys (ur. 24 maja 1965 w Gandawie) – belgijski i flamandzki polityk, poseł do Parlamentu Europejskiego V, VI i VII kadencji.

## Życiorys
Z wykształcenia tłumacz, ukończył w tym zakresie studia magisterskie. Od połowy lat 90. związany z Blokiem Flamandzkim i następnie (po delegalizacji tej partii) z Interesem Flamandzkim. Od 1995 do 1999 przewodniczył organizacji młodzieżowej VB, następnie został redaktorem naczelnym partyjnego biuletynu. W latach 1995–2003 był sekretarzem klubu Vlaams Blok we flamandzkim parlamencie, a także członkiem administracji okręgu Halle-Vilvoorde.
W 2003 z listy flamandzkich narodowców objął mandat posła do Parlamentu Europejskiego, rok później uzyskał reelekcję. Był wiceprzewodniczącym istniejącej w 2007 frakcji pod nazwą Tożsamość, Tradycja i Suwerenność. W wyborach w 2009 kandydował z listy Interesu Flamandzkiego, mandat eurodeputowanego utrzymał po rezygnacji z jego objęcia ogłoszonej przez Filipa Dewintera. W PE VII kadencji pozostał posłem niezrzeszonym, przystąpił do Komisji Wolności Obywatelskich, Sprawiedliwości i Spraw Wewnętrznych. Mandat eurodeputowanego wykonywał do 2014.